# Judy Gringer
Judy Gringer (* 23. Januar 1941 in Kopenhagen) ist eine dänische Schauspielerin und Tänzerin.

## Leben
Judy Gringer wuchs als Einzelkind in Kopenhagen auf. Ab ihrem 9. Lebensjahr machte sie eine Ballett-Ausbildung am Königlichen Theater Kopenhagen. Nach ihrem Schulabschluss absolvierte sie von 1957 bis 1960 ihre Schauspielausbildung an der Staatlichen Theaterhochschule in Kopenhagen. Sie trat als Tänzerin und Bühnendarstellerin in zahlreichen Theaterstücken, Varieté-Shows und in Musicals auf, so auch am Folketeatret, am Odense Teater oder am Aarhus Teater. Eine Theatertournee führte sie zudem durch die USA. Von 1958 bis 2003 wirkte Gringer als Schauspielerin vor der Kamera in mehr als 80 Film-und-Fernsehproduktionen mit. Nach der Jahrtausendwende zog sie sich aus dem Rampenlicht zurück.
In den 1960er-Jahren war Gringer rund fünf Jahre lang mit dem Schauspieler und Komiker Dirch Passer liiert. Später heiratete sie den Regisseur Knud Leif Thomsen (1924–2003), mit dem sie eine Tochter hat.

## Filmografie (Auswahl)
- 1958: Rivalen in 6 Nächten
- 1963: Das tosende Himmelbett
- 1964: Blindgänger vom Dienst
- 1964: Jungfernstreich
- 1967: Die Strandbiene
- 1967: Der schmucke Arne und Rosa
- 1971: Guld til præriens skrappe drenge
- 1971: Hey, Lenin, wir dreh'n ein Ding!
- 1973: Oh, diese Mieter! (Fernsehserie, 1 Folge)
- 1977: Madame O und ihre ganz teuren Mädchen
- 1984: Kopenhagen – Mitten in der Nacht